# تریمبل
تریمبل (انگلیسی: Trimble Inc.) شرکت خوشه‌ای آمریکایی است، که در سال ۱۹۷۸ تأسیس شد.